# Iwanowice (Cracovie)
Pour les articles homonymes, voir Iwanowice.
Iwanowice est une localité polonaise, siège de la gmina d'Iwanowice, située dans le powiat de Cracovie en voïvodie de Petite-Pologne.